# Batman & Robin
Batman & Robin er en amerikansk action-krimi, eventyr- og superheltefilm fra 1997 med George Clooney, Chris O'Donnell og Arnold Schwarzenegger i hovedrollerne. Andre centrale roller spilles af Uma Thurman og Alicia Silverstone.
Filmen blev dårlig modtaget af anmelderne, men blev til trods for det en ganske stor publikumssucces. Den blev den 12. mest indbringende film i USA i 1997 og 15 mest indbringende på verdensbasis.

## Handling
Batman (George Clooney) og Robin (Chris O'Donnell) står overfor to nye superskurke i denne fjerde Batman-film: Mr. Freeze (Arnold Schwarzenegger) og Poison Ivy (Uma Thurman). Disse to er den største udfordring hidtil overfor Batman og hans partner, Robin. Mr. Freeze har en koldblodig plan i gang. Han har til hensigt at nedfryse Gotham City og tilintetgøre byens indbyggere.

## Om filmen

### Anmelderne og publikum
Batman & Robin fik hårde anmeldelser af anmelderne og har kun opnået 12% på Rotten Tomatoes og 28% på Metacritic. Den kendte amerikanske kritikere Roger Ebert mente at den hurtigt udviklede sig til en relativt uinteressant opfølger med hovedfokus på special-effectsene. Han gav den to ud af fire stjerner. The New York Times var en af få amerikanske aviser som udtrykte begejstring for filmen, mens Entertainment Weekly, San Francisco Chronicle, Variety og LA Weekly var blandet i sin kritik. Den blev dårlig modtaget af aviser som Newsweek, Los Angeles Times og Washington Post.
Til trods for dårlige kritik blev filmen en forholdsvis stor publikumssucces. Den indbragte $238 millioner på verdensplan, af dem $107 millioner i amerikanske biografer. Den blev den 12. mest indbringende film i USA i 1997 og den 15 mest indbringende på verdensplan.
Det kan ellers nævnes at den blev sett af 1,3 millioner i Frankrig og 1,2 millioner i Tyskland.

### Priser og nomineringer
Alicia Silverstone blev tildelt en Razzie Award i kategorien «værste kvindelige birolle» for sin indsats i filmen. Den blev nomineret til yderligere Razzier, blandt andet «værste film» og «værste instruktion». Chris O'Donnell og Uma Thurman blev tildelt hver sin Blockbuster Entertainment Award. Det kan ellers nævnes at filmen ble nomineret til tre Saturn Award, samt en Golden Reel ved Motion Picture Sound Editors, USA.

## I rollerne
- George Clooney: Batman/Bruce Wayne
- Chris O'Donnell: Robin/Dick Grayson
- Arnold Schwarzenegger: Mr. Freeze/Dr. Viktor Fries
- Uma Thurman: Poison Ivy/Dr. Pamela Isley
- Alicia Silverstone: Batgirl/Barbara Wilson
- Michael Gough: Alfred Pennyworth
- Pat Hingle: Commissioner James Gordon
- John Glover: Dr. Jason Woodrue
- Jeep Swenson: Bane
- Elle Macpherson: Julie Madison
- Vivica A. Fox: Ms. B. Haven
- Eric Lloyd: Junger Bruce Wayne
- Kimberly Scott: Observatoriums-Mitarbeiterin
- Sandra Taylor: Debütantin
- Ralf Möller: Asylum Guard
- Jesse Ventura: Arkham Asylum Guard
- Doug Hutchison: Golum
- Coolio: Banker
- Nicky Katt: Spike